# Сидоровка (Новосибирская область)
Сидоровка — село в Колыванском районе Новосибирской области. Административный центр Сидоровского сельсовета.

## География
Площадь села — 164 гектара.

## Население
| 2002 | 2007 | 2010 |
| ---- | ---- | ---- |
| 722  | ↗730 | ↘490 |

## Инфраструктура
В селе по данным на 2007 год функционируют 1 учреждение здравоохранения и 1 учреждение образования.